# 左旗增十一
狐狸座21，又名BD+28 3675，HD 192518、SAO 88391、HR 7731，是狐狸座的一颗恒星，视星等为5.18，位于銀經67.66，銀緯-3.27，其B1900.0坐标为赤經20h 10m 7.9s，赤緯+28° -3.27′ 30″。